# Зубов, Афанасий Николаевич
Афана́сий Никола́евич Зу́бов (1738, Российская империя — 22 февраля [6 марта] 1822, Межищи, Муромский уезд, Владимирская губерния, Российская империя) — русский дворянин из рода Зубовых, правитель Курского наместничества (1782—1791), Муромский уездный предводитель дворянства (1778—1780), тайный советник (1791), сенатор (1794).

## Биография
Родился в семье Николая Васильевича Зубова (1699—1776) и его первой жены Татьяны Алексеевны Трегубовой. Брат графа Александра Николаевича Зубова и дядя князя Платона Зубова, последнего фаворита Екатерины II, которому и обязан своим запоздалым возвышением.
В 1753 окончил первый шляхетский корпус и поступил в Конный лейб-гвардии полк (капрал, ротный квартирмейстер, вахмистр). С 1754 служил в чине капитана в Гренадерском полку, в 1760 произведен в подполковники. Во время Семилетней войны 1756—1763 участвовал в боях под Гросс-Егерсдорфом, Цорндорфом, Палцыхом и Кюстриным, был дважды ранен.
В 1761 перешел на гражданскую службу. Воевода в Пензе (1761—1765), статский советник 3-го департамента Юстиц-коллегии (1765—1772), затем на службе в Саратовской соляной конторе.
В 1778 году купил поместье в Муромском уезде и был избран уездным предводителем дворянства. В 1779—1782 поручик правителя Тамбовского наместничества. В 1782—1791 правитель Курского наместничества.
Награждён орденом Святого Владимира 2 степени (1787). Тайный советник (1791). Сенатор (1794).
После выхода в отставку жил в своем селе Межищи в Муромском уезде. Умер 22 февраля 1822 года. Похоронен в Муроме в Спасском монастыре.